# Erchirik
Erchirik (ros. Эрхирик) – wieś w Rosji, w Buriacji, w rejonie zaigrajewskim. W 2010 liczyła 2261 mieszkańców.